# Thomas Parselle
Thomas Alfred Boyd Parselle CB CBE (* 15. Juli 1911 in Südrhodesien; † 28. August 1979) war ein britischer Luftwaffenoffizier, zuletzt im Range eines Generalmajors (Air Vice Marshal) der Royal Air Force, der zuletzt zwischen 1961 und 1964 als Deputy Air Secretary stellvertretender Leiter der Personalabteilung der RAF im Luftfahrtministerium (Air Ministry) war.

## Leben

### Pilotenausbildung und Zweiter Weltkrieg
Parselle begann seine fliegerische Ausbildung 1930 als Air Cadet in der B-Squadron des RAF College und gehörte während seiner Ausbildung den College-Mannschaften in Leichtathletik, Rugby, Hockey und Squash an. Er trat nach seiner Beförderung zum Leutnant (Pilot Officer) am 19. Dezember 1931 als Pilot in die No. 57 Squadron RAF ein, ehe er am 28. Februar 1933 als Pilot zur No. 208 Squadron RAF auf dem Luftwaffenstützpunkt RAF Valley wechselte. Dort wurde er am 19. Juni 1933 zum Oberleutnant (Flying Officer) befördert und fand im Anschluss zwischen dem 25. November 1934 bis 1940 Verwendung als Ausbilder und Adjutant des Kommandanten des zur Royal Auxiliary Air Force (RAAF) gehörenden No. 601 (County of London) Squadron. Während dieser Zeit begann er am 8. Mai 1936 eine Sprachausbildung in Japan und wurde in der Folgezeit am 19. Juni 1936 zum Hauptmann (Flight Lieutenant) sowie am 1. Februar 1939 zum Major (Squadron Leader) befördert.
Zu Beginn des Zweiten Weltkrieges nahm Parselle an Kampfeinsätzen in Ostafrika teil, ehe er am 3. Mai 1941 zum Luftwaffenstab im RAF-Hauptquartier in Palästina und Transjordanien versetzt wurde. Im Dezember 1942 wurde er Kommandeur (Commanding Officer) der im Stützpunkt RAF Linton-on-Ouse stationierten No. 207 Squadron RAF. Als er vom 25. zum 26. Mai 1943 mit seinem Bomber vom Typ Avro Lancaster nach Düsseldorf flog, wurde er von einem Nachtjäger der Luftwaffe abgeschossen und geriet nach seinem Absprung mit dem Fallschirm in deutsche Kriegsgefangenschaft, die er bis zum Kriegsende im Stalag Luft III in Sagan verbrachte.

### Nachkriegszeit und Aufstieg zum Air Vice Marshal
Nach seiner Befreiung kehrte Parselle nach Großbritannien zurück und absolvierte 1946 einen Stabslehrgang am RAF Staff College Bracknell. Am 1. Oktober 1946 erfolgte seine Beförderung zum Oberstleutnant (Wing Commander). Nachdem er vom 9. Januar bis Oktober 1948 Kommandeur des Luftwaffenstützpunktes RAF Scampton war, wurde er Commanding Officer der Luftwaffenbasis RAF Hemswell und erhielt in dieser Verwendung am 1. Juli 1949 seine Beförderung zum Oberst (Group Captain). Am 8. Juni 1950 wurde er Commander des Order of the British Empire (CBE). Im Anschluss fand er zwischen 1951 und 1954 zunächst Verwendung im Luftwaffenstab des Luftfahrtministeriums (Air Ministry) sowie danach von 1954 bis zum 16. April 1956 als Kommandant der Stabsakademie der Royal Australian Air Force (RAAF) in Point Cook. Als solcher wurde er am 1. Januar 1956 zum Air Commodore befördert.
Nach seiner Rückkehr nach Großbritannien wurde Parselle am 16. April 1956 als Nachfolger von Air Commodore Henry Eeles Kommandant des Royal Air Force College Cranwell, der Offiziersschule der britischen Luftstreitkräfte. In dieser Verwendung blieb er bis zu seiner Ablösung durch Group Captain Denis Spotswood am 26. August 1958. 
Er selbst wiederum wurde bereits am 1. Juli 1958 zum Generalmajor (Air Vice Marshal) befördert und war in der Folgezeit Kommandeur der Einsatzkräfte während der sogenannten Operation Grapple, einer Reihe britischer Kernwaffentests auf Malden Island und Kiritimati im Pazifischen Ozean. Nach seiner Rückkehr wurde Parselle am 8. Mai 1959 Stabsabteilungsleiter SASO (Senior Air Staff Officer) im Hauptquartier des Bomberkommandos (RAF Bomber Command). Zuletzt erfolgte am 1. Oktober 1961 seine Ernennung zum Deputy Air Secretary und war als solcher Vertreter des damaligen Luftwaffensekretärs (Air Secretary) im Luftfahrtministerium, Air Chief Marshal Theodore McEvoy beziehungsweise zuletzt seit dem 22. Oktober 1962 Air Chief Marshal William MacDonald, dem für die Personalpolitik der Royal Air Force Verantwortlichen. Am 1. Januar 1962 wurde er zum Companion des Order of the Bath (CB) ernannt.
Am 6. Juni 1964 schied Parselle aus dem aktiven Militärdienst aus und ließ sich in Spanien nieder.